# エクセル・エナジー・センター
エクセル・エナジー・センター（Xcel Energy Center）は、アメリカのミネソタ州セントポールにある屋内競技場。こけら落としは2000年。開場時に地元の電力・ガス会社であるエクセル・エナジーが命名権を獲得している。
NHLのミネソタ・ワイルドとラクロスNLLのミネソタ・スワームの本拠地としても使用され、2008年には全米フィギュアスケート選手権と大統領選挙の共和党指名候補者を決める全国大会が行われた。